# White Springs
White Springs er en lille by i Hamilton County i Florida, USA. Byen har et folketal på 740 (2020) indbyggere og et areal på 5 km2
.

## Historie
Byen ligger i det nordlige Florida ved Suwannee. Før koloniseringen af området var dette hjemstedet for Timucuan-stammen. Lige ved byen ligger svovlkilderne White Sulphur Springs, som var regnet som et hellig sted. Her kunne stammer som ellers lå i krig, mødes for et helsebringende bad og for at drikke af kildevandet.
I 1835 købte Bryant og Elizabeth Sheffield området for at anlægge bomuldsplantager. De fandt også nytte i at reklamere for kildernes gode effekt på lidelser som reumatisme, nyresvigt og nervøsitet. Dermed var Floridas første turistmål skabt.
White Springs fik bystatus i 1885. På denne tid var der 14 luksushoteller og mange mindre hoteller i området. Mange af det gamle huse står her fortsat, og byens historiske centrum er opført i Nationalregisteret over historiske steder.
Florida Folk Festival er blevet arrangeret her hvert år siden 1953.

## Links
- Officiel hjemmeside